# Пето средно училище „Георги Измирлиев“
Пето средно училище „Георги Измирлиев“ в Благоевград, България е сред големите училища в града. Обучават се ученици от 1 до 12 клас.

## История
- 1929 година – основаване на училище в четвърти участък на град Горна Джумая (днес Благоевград).
- 1930 година – училището приема за свой патрон Георги Измирлиев.

## Материална база
Училището се разполага в четири етажна сграда с просторни класни стаи. Разполага с три кабинета по информатика и информационни технологии, както и кабинети по физика, химия, биология, музика, логопедичен и лекарски кабинети. Функционира физкултурен салон и библиотека. Училището разполага със собствено радио, което бива провеждана на всяко голямо междучасие.

## Прием

### Прием след седми клас
- Паралелка с изучаване на Информационни технологии, Информатика, Математика и Английски език.

Приемът е с конкурсни изпити по математика и български език и литература.

### Прием след осми клас
- Паралелка „Туризъм“
- Паралелка „Информационни технологии“
- Паралелка „Предприемачество и бизнес“

Приемът е по документи.